# Freie deutsche Kultur
Freie deutsche Kultur, auch unter dem englischen Titel German anti-nazi monthly, war eine deutsche literarische Exilzeitschrift und Mitteilungsblatt des Freien deutschen Kulturbundes in England, einer Organisation deutscher Emigranten im Vereinigten Königreich.
Die Zeitschrift erschien von 1939 bis 1945 monatlich in hektografierten Blättern. Redakteur war ab November 1941 Max Zimmering. Zwischen Frühjahr 1942 und Juli 1943 war das Erscheinen vorübergehend eingestellt; denn an Stelle der Zeitschrift wurde eine Schriftenreihe herausgegeben, die auch nach der Wiederaufnahme der Zeitschrift unregelmäßig weiter erschien.
Mitarbeiter der Zeitschrift waren unter anderen Johannes R. Becher, Lion Feuchtwanger, Erich Fried, Oskar Maria Graf, Oskar Kokoschka, Heinrich Mann, Thomas Mann, Anna Seghers, Berthold Viertel und Erich Weinert.